# Pinus tecunumanii
Espèce
Statut de conservation UICN

 VU A2cd+4cd; B2ab(ii,iii,v) : Vulnérable
Pinus tecunumanii est une espèce de conifères de la famille des Pinaceae.